# The New World Order
The New World Order – czwarty i ostatni album studyjny amerykańskiej grupy hip-hopowej Poor Righteous Teachers, wydany 1 października 1996 roku nakładem wytwórni Profile Records. Wydawnictwo zadebiutowało na 57. miejscu notowania Top R&B/Hip-Hop Albums.
Album został wyprodukowany przez członków Poor Righteous Teachers (Father Shaheed, Culture Freedom) jak i Eza Browna, KRS-One’a i DJ Clark Kenta, a w nagraniach udział wzięli m.in. Nine, The Fugees, Brother J z grupy X-Clan, Wyclef Jean i Junior Reid.
Sesja nagraniowa oraz proces miksowania miały miejsce w Battery Studios, Platinum Island oraz Interlude Studio. Mastering płyty został wykonany przez Craiga Bevana w Low Frequency w Nowym Jorku.

## Lista utworów
| #  | Tytuł                                                 | Producent       | Sample | Czas |
| -- | ----------------------------------------------------- | --------------- | --- | ---- |
| 1  | „Who Shot the President? (Intro)”                     |                 | - Fragment z noworocznego orędzia George H.W. Busha z 1991 roku | 0:39 |
| 2  | „Miss Ghetto”                                         | Father Shaheed  | - Junior Mance – „I Believe to My Soul” - Dillinger – „Cokane in My Brain” - Mobb Deep – „Survival of the Fittest”                                                        | 4:45 |
| 3  | „Word Iz Life”                                        | Ezo Brown       | - Jungle Brothers – „Jimbrowski” - LTD – „Don’t Stop Loving Me Now” - Poor Righteous Teachers – „Word From the Wise”                                                      | 4:30 |
| 4  | „Allies” (gośc. Fugees)                               | Culture Freedom | - J.J. Johnson – „Pull, Jubal, Pull” - Snoop Dogg – „Gin and Juice” - Fugees – „Vocab”                                                                                    | 4:30 |
| 5  | „New World News (Interlude)”                          |                 | | 1:17 |
| 6  | „Gods, Earths and 85ers” (gośc. Nine)                 | Father Shaheed  | - Edwin Starr – „Love Never Dies” - Raekwon – „Can It Be All So Simple (Remix)” - Ol’ Dirty Bastard – „Brooklyn Zoo” - Brand Nubian – „Wake Up (Reprise in the Sunshine)” | 4:54 |
| 7  | „My Three Wives (Shakyla Pt. III)” (gosc. Miss Jones) | Ezo Brown       | - Lonnie Liston Smith – „The Enchantress” - Sade – „Love Is Stronger Than Pride” - Patra – „Worker Man (Mecca Radio Mix)” - Isaac Watts – „Joy to the World”              | 5:35 |
| 8  | „Wicked Everytime”                                    | Culture Freedom | - Lee Dorsey – „O Me-O, My-O” - A Tribe Called Quest – „Scenario” | 3:13 |
| 9  | „N.A.T.O. (Global Cops) (Interlude)”                  |                 | - Morton Stevens – „The Long Wait” | 0:52 |
| 10 | „Conscious Style” (gośc. KRS-One)                     | KRS-One         | - Sluggy Ranks – „Ghetto Youth Bust” | 4:26 |
| 11 | „Culture Freestyles (Interlude)”                      |                 | | 2:20 |
| 12 | „They Turned Gangsta” (gośc. Brother J, Sluggy Ranks) | Father Shaheed  | - Galt MacDermot's First Natural Hair Band – „Walking in Space” - Sluggy Ranks – „Ghetto Youth Bust”                                                                      | 4:16 |
| 13 | „We Dat Nice”                                         | Father Shaheed  | - Mobb Deep – „Shook Ones Pt. II” - Big Daddy Kane – „Just Rhymin' With Biz” - Nice & Smooth – „Funky For You”                                                            | 4:37 |
| 14 | „Hear Me Out (Interlude)”                             |                 | | 1:46 |
| 15 | „Fo Da Love Of Dis”                                   | Culture Freedom | - Avalanche – „Overnight Sensation” - Wham! – „Wake Me Up Before You Go-Go”                                                                                               | 4:40 |
| 16 | „Dreadful Day” (gośc. Junior Reid)                    | DJ Clark Kent   | - The Animals – „The House of the Rising Sun” | 4:30 |
| 17 | „Sistuh” (gośc. Turiya Mason)                         | Father Shaheed  | - Tata Vega – „Miss Celie's Blues (Sister)” | 4:33 |
| 18 | „Outro”                                               |                 | | 2:07 |

## Notowania
| Rok  | Album               | Notowania |
| Rok  | Album               | USA R&B   |
| ---- | ------------------- | --------- |
| 1996 | The New World Order | 57        |

| Rok  | Utwór                              | Notowania |
| Rok  | Utwór                              | Hot Rap   |
| ---- | ---------------------------------- | --------- |
| 1996 | „Conscious Style”                  | —         |
| 1996 | „Word Iz Life”                     | 50        |
| 1996 | „My Three Wives (Shakyla Pt. III)” | —         |